# Poble Sec metróállomás
Poble Sec egyike a Spanyolországban található barcelonai metró metróállomásainak.

## Metróvonalak
Az állomást az alábbi metróvonalak érintik:
- 3-as metróvonal

## Kapcsolódó állomások
Az állomáshoz az alábbi állomások vannak a legközelebb:
- Espanya (Zona Universitària, 3-as metróvonal)
- Paral·lel (Trinitat Nova, 3-as metróvonal)